# Николаевка (Нижнеингашский район)
Николаевка — упразднённая деревня в Нижнеингашском районе Красноярского края.

## География
Располагалась на левом берегу реки Поймы, на расстоянии приблизительно 31 километра (по прямой) к северо-востоку от Нижнего Ингаша, административного центра района. Абсолютная высота — 299 метров над уровнем моря.

## История
Основана в 1891 году. В 1926 году в деревне имелось 89 хозяйств и проживало 532 человека (267 мужчин и 265 женщин). В национальном составе населения того периода преобладали белорусы. В административном отношении входила в состав Кучеровского сельсовета Нижне-Ингашского района Канского округа Сибирского края. До момента упразднения входила в состав Александровского сельсовета.
Упразднена в 2009 году.

## Население
| 1989 | 2002 |
| ---- | ---- |
| 49   | ↘5   |